# Baggio Siadi
Baggio Siadi Ngusia, né le 21 juillet 1997 en République démocratique du Congo est un footballeur international congolais. Il évolue au TP Mazembe au poste de gardien de but,.

## Carrière

### En club
Actuellement joueur de TP Mazembe en provenance du club la Jeunesse sportive Groupe Bazano, depuis le 22 juillet 2021 pour un contrat de 5 ans, Baggio a également évolué comme gardien de but du club DCMP. 

### En sélection
Le 27 décembre 2023, il est retenu dans la liste des vingt-quatre joueurs congolais sélectionnés par Sébastien Desabre pour disputer la Coupe d'Afrique des nations 2023.

## Palmarès
TP Mazembe
- Ligue 1
  - Champion : 2020-2021, 2022-2023